# Nicco Montaño
Nicco Montaño (Lukachukai, 16 dicembre 1988) è un'artista marziale mista statunitense di origini Navajo sotto contratto con la UFC.
Combatte nella categoria dei pesi mosca, nella quale è stata la prima campionessa dopo aver vinto il torneo della ventiseiesima stagione del reality show The Ultimate Fighter.

## Biografia
Dopo essersi diplomata nel 2006, la Montaño passa per tre diverse università prima di decidere di dedicarsi alle MMA professionistiche nel 2013. All'epoca vantava già un buon background nel pugilato e nel Jiu jitsu.

## Carriera nelle arti marziali miste
Dopo aver messo insieme un record di 5-0 da dilettante, nel novembre 2015 compie il suo debutto da professionista. Combattendo principalmente per la King of the Cage, dove vince il titolo dei pesi mosca, mette insieme un record di 3-2 prima di essere scelta a metà del 2017 come concorrente per la ventiseiesima stagione del reality show The Ultimate Fighter.

### The Ultimate Fighter
Durante la stagione del reality la Montaño affronta nell'ordine la veterana UFC Lauren Murphy, Montana Stewart e l'ex campionessa Invicta FC Barb Honchak, vincendo in tutti e tre i casi per decisione unanime.

### UFC

#### Campionessa dei pesi mosca UFC e privazione del titolo
Nella finale di stagione avrebbe dovuto affrontare Sijara Eubanks per il nuovo titolo dei pesi mosca femminili, ma quest'ultima dovette rinunciare a causa di alcuni problemi renali dovuti al taglio del peso e venne quindi sostituita da Roxanne Modafferi. Le due si affrontarono il primo dicembre 2017 e alla fine dei cinque round la Montaño venne dichiarata vincitrice per decisione unanime e campionessa; entrambe le atlete furono premiate con il riconoscimento Fight of the Night.
L'8 settembre 2018 avrebbe dovuto difendere il titolo contro Valentina Schevchenko nel co-main event di UFC 228; poco prima del controllo del peso, tuttavia, la Montaño è stata trasportata d'urgenza all'ospedale a causa di alcune complicazioni legate proprio al taglio del peso. Il giorno successivo, essendo impossibilitata a combattere, l'incontro viene cancellato e la lottatrice viene privata del suo titolo, che viene dichiarato vacante.

## Risultati nelle arti marziali miste
Gli incontri segnati su sfondo grigio si riferiscono ad incontri di esibizione non ufficiali o comunque non validi per essere integrati nel record da professionista.
| Risultato | Record | Avversario         | Metodo                  | Evento                                            | Data              | Round | Tempo | Città                      | Note                                                                                                |
| --------- | ------ | ------------------ | ----------------------- | ------------------------------------------------- | ----------------- | ----- | ----- | -------------------------- | --------------------------------------------------------------------------------------------------- |
| Vittoria  | 4-2    | Roxanne Modafferi  | Decisione (unanime)     | The Ultimate Fighter: A New World Champion Finale | 1 dicembre 2017   | 5     | 5:00  | Las Vegas, Stati Uniti     | Debutto in UFC; vince il torneo TUF 26 e il titolo dei pesi mosca femminili UFC; Fight of the Night |
| Vittoria  | NU     | Barb Honchak       | Decisione (unanime)     | The Ultimate Fighter: A New World Champion        | 22 novembre 2017  | 3     | 5:00  | Las Vegas, Stati Uniti     | Semifinale TUF 26                                                                                   |
| Vittoria  | NU     | Montana De la Rosa | Decisione (unanime)     | The Ultimate Fighter: A New World Champion        | 15 novembre 2017  | 2     | 5:00  | Las Vegas, Stati Uniti     | Quarti di finale TUF 26                                                                             |
| Vittoria  | NU     | Lauren Murphy      | Decisione (unanime)     | The Ultimate Fighter: A New World Champion        | 20 settembre 2017 | 2     | 5:00  | Las Vegas, Stati Uniti     | Preliminari TUF 26                                                                                  |
| Sconfitta | 3-2    | Julia Avila        | Decisione (unanime)     | HD MMA 7: Avila vs. Montaño                       | 7 gennaio 2017    | 5     | 5:00  | Oklahoma City, Stati Uniti | Per il titolo dei pesi gallo femminili HD MMA                                                       |
| Vittoria  | 3-1    | Jamie Milanowski   | KO tecnico (pugni)      | KOTC: Social Disorder                             | 8 ottobre 2016    | 4     | 4:34  | Sloan, Stati Uniti         | Vince il titolo dei pesi mosca femminili KOTC                                                       |
| Vittoria  | 2-1    | Shana Dobson       | Decisione (unanime)     | KOTC: Will Power                                  | 13 agosto 2016    | 3     | 5:00  | Albuquerque, Stati Uniti   | Debutto nei pesi mosca                                                                              |
| Sconfitta | 1-1    | Pam Sorenson       | Decisione (non unanime) | KOTC: Frozen War                                  | 20 febbraio 2016  | 3     | 5:00  | Walker, Stati Uniti        | |
| Vittoria  | 1–0    | Stacey Sigala      | KO tecnico (pugni)      | KOTC: Evolution                                   | 20 novembre 2015  | 1     | 4:15  | Albuquerque, Stati Uniti   | Debutto nei pesi gallo                                                                              |